# هلوی پوست‌کنده
هلوی پوست‌کنده فیلمی به کارگردانی و نویسندگی عباس دستمالچی محصول سال ۱۳۵۲ است.

## خلاصه داستان
جلال (گرشا رئوفی)، راننده کامیون، و شاگردش حسین (غلام حسین بهمنیار) در جاده با حوری (لی لی) آشنا می‌شوند.

## بازیگران
- گرشا رئوفی
- لی‌لی
- منوچهر والی زاده
- سهیلا
- غلامحسین بهمنیار
- طاهره غفاری
- ایران قادری
- حسین ملکی
- مژگان
- غلامرضا سرکوب